# گرفتار (آلبوم)
گرفتار آلبومی به آهنگسازی جلیل عندلیبی و و خوانندگی علیرضا افتخاری شامل دو لوح فشرده به نام‌های گرفتار و جاده ابریشم است. این آلبوم شامل دو بخش صوتی (گرفتار) و تصویری (جاده ابریشم) می‌باشد که در فستیوال‌های چین و تور کنسرت جاده ابریشم برگزار شده‌است.
مجوز این آلبوم به نام شرکت ایران مولانا دریافت شده، اما با طراحی و بسته‌بندی شرکت آوای باربد منتشر شده‌است.

## قطعات
- گرفتار (صوتی)

| ردیف | آهنگ      |
| ۱    | یوسف عزیز |
| ۲    | پریدم     |
| ۳    | گرفتار    |
| ۴    | وقت دعا   |
| ۵    | تو آمدی   |
| ۶    | یا علی    |
| ۷    | زندگی     |

- جاده ابریشم (کنسرت تصویری)

| ردیف | آهنگ          |
| ۱    | پیام صلح      |
| ۲    | مرد سفر       |
| ۳    | سرمست         |
| ۴    | بنی آدم       |
| ۵    | دو بیتی       |
| ۶    | سرخوشان       |
| ۷    | ایران مهد هنر |